# 黛比·弗林托夫-金
黛比·弗林托夫-金（英語：Debbie Flintoff-King，1960年4月20日—），澳大利亚女子田径运动员。她曾代表澳大利亚参加1984年和1988年夏季奥林匹克运动会田径比赛，其中1988年夏季奥运会获得一枚金牌。